# Herbert Balzer
Herbert Balzer (* 27. Dezember 1897 in Breslau; † April 1945 in Gleina) war ein deutscher KPD-Funktionär und Widerstandskämpfer gegen den Nationalsozialismus.

## Leben
Der Schmied Herbert Balzer war seit 1922 Mitglied der KPD. Über mehrere Jahre war er in Niesky als KPD-Funktionär tätig. 1929 wurde er Politischer Leiter des KPD-Unterbezirks Görlitz. Im Landkreis Görlitz war er Kreistagsabgeordneter. 
Als sich 1931 die Arbeiterschaft von Niesky gegen einen SA-Überfall zur Wehr setzte, wurde einer der SA-Schläger von einer Kugel, die von einem seiner eigenen Kumpane abgeschossen worden war, getroffen. Obwohl keiner der Arbeiter über eine Schusswaffe verfügen konnte, konstruierte die Staatsanwaltschaft eine Anklage gegen Balzer, der die Abwehraktion mit organisiert hatte, wegen „intellektueller Verantwortung“. Bei dem folgenden Gerichtsverfahren erging ein Freispruch, der auch von der NS-Justiz in einem Wiederaufnahmeverfahren 1933 bestätigt werden musste. Allerdings verbrachte Balzer dadurch ein Jahr in Untersuchungshaft, aus der er dann aber freigelassen wurde. Im Mai 1940 wurde Balzer zusammen mit zwölf weiteren Antifaschisten deshalb erneut angeklagt und vor Gericht gestellt. Grundlage der Anklage waren angebliche Aussagen von fünf Arbeitern, die zuvor in der Untersuchungshaft erschlagen worden waren. Mit diesen selbstproduzierten „Beweisen“ ergingen durch die NS-Justiz Verurteilungen gegen elf der 13 Angeklagten. Fast alle der so „Verurteilten“ verloren – wie auch Balzer – ihr Leben in Konzentrationslagern. 
Die über Herbert Balzer verhängte Todesstrafe wurde formal in eine zehnjährige Zuchthausstrafe umgewandelt. Im April 1945 wurde er aus dem Zuchthaus in ein Konzentrationslager verschleppt und im Außenlager Gleina/Zeitz des KZ Buchenwald hingerichtet.

## Ehrungen
- In Niesky und Görlitz wurden Straßen nach ihm benannt; letztere ist wieder umbenannt worden. In Niesky gab es zudem die Erweiterte Oberschule „Herbert Balzer“ und ein Kulturhaus „Herbert Balzer“. Eine LPG und eine Kreuzung sowie ein Weg in Rothenburg/O.L., die Freiwillige Feuerwehr in Melaune und ein Lehrlingswohnheim in Rietschen trugen ebenfalls seinen Namen.
- Die Volksmarine nannte ein Torpedoboot der P-6-Klasse Herbert Balzer.